# Nhân Thọ (nhà Thanh)
Nhân Thọ (giản thể: 仁寿; phồn thể: 仁壽, tiếng Mãn: ᡰ᠊ᡳᠨᡧᡝᡠ, Möllendorff: žinšeo; 9 tháng 4 năm 1810 – 8 tháng 11 năm 1864) là một hoàng thân của nhà Thanh trong lịch sử Trung Quốc, người thừa kế 1 trong 12 tước vị Thiết mạo tử vương.

## Cuộc đời
Nhân Thọ sinh vào ngày 6 tháng 3 (âm lịch) năm Gia Khánh thứ 15 (1810), trong gia tộc Ái Tân Giác La. Ông là con trai trưởng của Duệ Cần Thân vương Đoan Ân, mẹ ông là Trắc Phúc tấn Triệu Giai thị (趙佳氏).

### Thời Đạo Quang
Năm Đạo Quang thứ 3 (1823), ông được ban thưởng mang Hoa linh. Tháng 8 năm 1826, cha ông qua đời nên ông được thế tập tước vị Duệ Thân vương đời thứ 6, được phép hành tẩu trong nội đình. Tháng 10 năm 1827, ông trở thành Tổng tộc trưởng của Chính Hồng kỳ. Tháng 8 năm sau, ông quản lý sự vụ Lưỡng dực Tông học. Tháng 8 năm 1829, ông được ban thưởng mang Tam nhãn Hoa linh, được phép hành tẩu trong nội đình. Tháng 10 năm sau, ông nhậm chức Tông Nhân phủ Hữu tông chính. Đến năm thứ 11 (1831), ông lại được điều làm Đô thống Hán quân Tương Bạch kỳ. Tháng 11 năm 1832, ông trở thành Tương Hoàng kỳ Lĩnh thị vệ Nội đại thần, kiêm Nội đại thần. Năm thứ 14 (1834), ông thay quyền Đô thống Hán quân Tương Hoàng kỳ, đến tháng 10 lại quản lý sự vụ Chính Hoàng kỳ Giác La học. Hai năm sau, ông nhậm chức Đô thống Mông Cổ Chính Hồng kỳ. Tháng 11, điều làm Ngọc Điệp quán Tổng tài, phụ trách biên soạn Ngọc điệp cho nhà Thanh, kiêm Chính Hoàng kỳ Lĩnh thị vệ Nội đại thần.
Năm thứ 17 (1837), ông thay quyền Đô thống Mông Cổ Tương Hồng kỳ. Tháng giêng năm thứ 18 (1838), ông được điều làm Đô thống Mãn Châu Chính Hoàng kỳ. Tháng 2 cùng năm thì nhậm chức Duyệt binh Đại thần (閱兵大臣)  kiêm Tông Nhân phủ Tả tông chính. Tháng 9, lại điều làm Tương Hoàng kỳ Lĩnh thị vệ Nội đại thần. Năm thứ 21 (1841), ông nhậm chức Đô thống Mông Cổ Tương Lam kỳ, thay quyền quản lý Hỏa khí doanh. Năm sau thì thay quyền Đô thống Hán quân Tương Lam kỳ. Đến tháng 2 năm thứ 25 (1845), ông nhậm chức Chính Bạch kỳ Lĩnh thị vệ Nội đại thần. Năm thứ 26 (1846), ông tiếp tục thay quyền Đô thống Mãn Châu Chính Hoàng kỳ, và nhậm Tả tông chính. Đến tháng 5 thì nhậm Tương Hoàng kỳ Lĩnh thị vệ Nội đại thần. Hai năm sau (1848), ông lần lượt thay quyền Đô thống Hán quân Chính Hoàng kỳ, nhậm chức Tông lệnh đứng đầu Tông Nhân phủ, thay quyền quản lý Tông nhân phủ Ngân khố (宗人府银库).

### Thời Hàm Phong và Đồng Trị
Năm Hàm Phong nguyên niên (1851), ông thay quyền Đô thống Hán quân Chính Lam kỳ. Đến tháng giêng năm thứ 5 (1855) thì nhậm chức Tổng lý hành dinh sự vụ (總理行營事務). Năm thứ 6 (1856), ông thay quyền Đô thống Hán quân Tương Bạch kỳ. Năm Đồng Trị nguyên niên (1862), tháng 2, ông được điều làm Đô thống Mãn Châu Tương Hồng kỳ. Năm thứ 3 (1864) lại thay quyền Đô thống Mông Cổ Chính Hoàng kỳ. Cùng năm đó, ngày 10 tháng 10 (âm lịch), giờ Mùi, ông qua đời, thọ 55 tuổi, được truy thụy Duệ Hy Thân vương (睿僖親王).

## Gia quyến

### Thê thiếp
- Nguyên phối: Lạp Lý thị (拉里氏), con gái của Viên ngoại lang Cẩm Minh (錦明).
- Kế thất: Hách Xá Lý thị (赫舍里氏), con gái của Nội các thị độc Học sĩ Kỳ Sâm (琦琛).
- Trắc Phúc tấn: 
  - Khang Giai thị (康佳氏), con gái của Nhị đẳng Hộ vệ Khang Quý (康貴).
  - Diêm Giai thị (閻佳氏), con gái của Nhị đẳng Thị vệ Cảnh Côn (景琨).
  - Mạnh Giai thị (孟佳氏), con gái của Quý Cách (貴格).
  - Lưu Giai thị (劉佳氏), con gái của Lưu Tiến Tài (劉進才).
- Thứ Phúc tấn: Trương Giai thị (張佳氏), con gái của Lục phẩm Điển vệ Hắc Đạt Tử (黑達子).

#### Con trai
1. Nghĩa Thành (義誠; 1830 – 1830), mẹ là Trắc Phúc tấn Khang Giai thị. Chết yểu.
2. Minh Thành (明誠; 1835 – 1845), mẹ là Trắc Phúc tấn Khang Giai thị. Chết yểu.
3. Đức Trường (德長; 1838 – 1876), mẹ là Trắc Phúc tấn Diêm Giai thị. Năm 1864 được thế tập tước vị Duệ Thân vương. Sau khi qua đời được truy thụy Duệ Ý Thân vương (睿懿親王). Có bốn con trai.
4. Đức Long (德隆; 1849 – 1896), mẹ là Trắc Phúc tấn Lưu Giai thị. Được phong làm Trấn quốc Tướng quân (鎭國將軍) kiêm Đầu đẳng Thị vệ (頭等侍衛). Vô tự.
5. Đức Quần (德羣; 1850 – 1859), mẹ là Trắc Phúc tấn Mạnh Giai thị. Chết yểu.
6. Đức Tụ (德岫; 1853 – 1910), mẹ là Trắc Phúc tấn Mạnh Giai thị. Được phong làm Trấn quốc Tướng quân (鎭國將軍). Có một con trai.
7. Đức Côn (德崑; 1854 – 1904), mẹ là Trắc Phúc tấn Lưu Giai thị. Được phong làm Nhị đẳng Trấn quốc Tướng quân (二等鎭國將軍). Có một con trai.
8. Đức Cương (德綱; 1857 – 1884), mẹ là Trắc Phúc tấn Diêm Giai thị. Được phong làm Trấn quốc Tướng quân (鎭國將軍). Có một con trai.